# Dodonaea boroniifolia
Dodonaea boroniifolia G.Don  är en kinesträdsväxtart.
Dodonaea boroniifolia ingår i släktet Dodonaea och familjen kinesträdsväxter.
Inga underarter finns listade i Catalogue of Life.